# Juliana Kolankiewicz
Juliana Rosa de Souza Kolankiewicz (Palmas, 11 de agosto de 1979), mais conhecida como Juliana Kolankiewicz, é uma política e médica veterinária brasileira, filiada ao Movimento Democrático Brasileiro (MDB). Assumiu o cargo de deputada federal pelo estado do Mato Grosso entre maio e setembro de 2024, durante a 57ª legislatura da Câmara dos Deputados do Brasil.

## Formação e atuação profissional
Juliana é formada em Medicina Veterinária e desenvolveu sua carreira atuando em defesa da saúde pública e do bem-estar animal. Também possui trajetória ativa no serviço público e na política regional, tendo sido primeira-dama do município de Água Boa, em virtude de seu casamento com o prefeito Dr. Mariano.

## Trajetória política
Em 2022, Juliana Kolankiewicz foi candidata a deputada federal pelo MDB, obtendo 12.515 votos e ficando como primeira suplente do partido no estado do Mato Grosso.

## Mandato na Câmara dos Deputados
Assumiu o mandato como deputada federal em 27 de maio de 2024, em decorrência da licença do titular Juarez Costa, também do MDB. Durante o exercício do mandato, que se estendeu até 27 de setembro do mesmo ano, participou de atividades parlamentares voltadas à saúde, direitos da mulher e agricultura familiar.
No período em que esteve na Câmara dos Deputados, integrou a Comissão de Defesa dos Direitos da Mulher (como titular) e a Comissão de Agricultura, Pecuária, Abastecimento e Desenvolvimento Rural (como suplente).

### Atuação e prioridades
Juliana Kolankiewicz atuou com foco em políticas públicas voltadas para a saúde animal e humana, além de defender o fortalecimento da atenção básica à saúde e do apoio técnico e financeiro aos pequenos produtores rurais de Mato Grosso. Também defendeu medidas de combate à violência contra a mulher, destacando-se como voz ativa na pauta de direitos femininos no período em que exerceu o mandato.

### Fim do mandato
Seu mandato se encerrou em 27 de setembro de 2024, com o retorno do deputado Juarez Costa à Câmara. Em sua despedida, agradeceu à população mato-grossense e afirmou que continuará contribuindo com a política estadual e com ações sociais em prol da comunidade.